# Raphiocarpus maguanensis
Raphiocarpus maguanensis är en tvåhjärtbladig växtart som beskrevs av Y.M. Shui och W.H. Chen. Raphiocarpus maguanensis ingår i släktet Raphiocarpus och familjen Gesneriaceae. Inga underarter finns listade i Catalogue of Life.